# Cindy Haasch
Cindy Haasch (19 agosto 2004) è una combinatista nordica tedesca.

## Biografia
Attiva dal settembre del 2016, la Haasch ha esordito ai Campionati mondiali a Oberstdorf 2021, dove si è classificata 11ª nel trampolino normale; in Coppa del Mondo ha debuttato il 3 dicembre 2021 a Lillehammer (12ª) e ha conquistato il primo podio il 7 gennaio 2022 in Val di Fiemme (3ª). Ai Mondiali juniores di Whistler 2023 ha vinto la medaglia d'argento nella gara a squadre mista; non ha preso parte a rassegne olimpiche.

## Palmarès

### Mondiali juniores
- 1 medaglia:
  - 1 argento (gara a squadre mista a Whistler 2023)

### Coppa del Mondo
- Miglior piazzamento in classifica generale: 18ª nel 2023
- 1 podio (a squadre):
  - 1 terzo posto